# Morpho uraneis
Morpho uraneis är en fjärilsart som beskrevs av Bates 1865. Morpho uraneis ingår i släktet Morpho och familjen praktfjärilar. Inga underarter finns listade i Catalogue of Life.